# Michael Lusch
Michael Lusch (* 16. Juni 1964 in Hamm) ist ein ehemaliger deutscher Fußballspieler und -trainer.

## Karriere
Seinen ersten Bundesligaeinsatz feierte Lusch für Borussia Dortmund im Revierderby gegen den FC Schalke 04 am 18. September 1982, noch als A-Jugendlicher. Seinen größten Erfolg feierte er im Finale des DFB-Pokals 1989 gegen Werder Bremen, als er in der 73. Minute eingewechselt wurde und in der 74. Minute den Treffer zum 4:1 für Borussia Dortmund erzielte, welches auch der Endstand war. Für den BVB absolvierte er neun UEFA-Cup Spiele in der Saison 1992/1993. Nach Erreichen des UEFA-Cup-Finales 1993 sah Lusch keine Zukunft mehr beim BVB und wechselte für zwei Jahre zum 1. FC Kaiserslautern. Nach einem weiteren Jahr beim KFC Uerdingen ließ er seine Karriere im Amateurbereich ausklingen.

## Nach der Karriere
Nach der Karriere wollte Lusch den Fußball-Lehrer-Lehrgang der DFB-Akademie machen, bekam aber keinen Platz im Kurs. Der ehemalige Mittelfeldspieler wurde dann Geschäftsführer eines Fußballcenters in Dortmund, das er immer noch führt.
Seit dem Jahr 2003 war er auch als Fußballtrainer im Amateurbereich tätig, zuletzt bei Westfalia Rhynern in der NRW-Liga als Cheftrainer. Von diesem Posten wurde er vorzeitig am 27. Mai 2011 entbunden.

## Erfolge
- Vize-UEFA-Cup-Sieger 1993 mit Borussia Dortmund
- DFB-Pokalsieger 1989 mit Borussia Dortmund
- Zweimal Vizemeister in der 1. Bundesliga: 1992 mit Borussia Dortmund sowie 1994 mit 1. FC Kaiserslautern